# Puchar Świata w kolarstwie przełajowym 2011/2012
Puchar Świata w kolarstwie przełajowym w sezonie 2011/2012 to 19. edycja tej imprezy. Organizowany przez UCI, obejmował osiem zawodów dla mężczyzn oraz siedem dla kobiet. Pierwszy wyścig odbył się 16 października 2011 roku w czeskim Pilźnie, a ostatni 22 stycznia 2012 roku w holenderskim Hoogerheide.
Trofeum sprzed roku bronili Belg Niels Albert wśród mężczyzn oraz Holenderka Sanne van Paassen wśród kobiet. W tym sezonie triumfowali: Belg Kevin Pauwels wśród mężczyzn, a wśród kobiet najlepsza była inna reprezentantka Holandii - Daphny van den Brand.

## Wyniki

### Mężczyźni
| Lp | Miejscowość    | Data                 | 1. miejsce    | 2. miejsce    | 3. miejsce       |
| -- | -------------- | -------------------- | ------------- | ------------- | ---------------- |
| 1. | Pilzno         | 16 października 2011 | Sven Nys      | Kevin Pauwels | Zdeněk Štybar    |
| 2. | Tábor          | 23 października 2011 | Kevin Pauwels | Zdeněk Štybar | Klaas Vantornout |
| 3. | Koksijde       | 26 listopada 2011    | Niels Albert  | Kevin Pauwels | Bart Aernouts    |
| 4. | Igorre         | 4 grudnia 2011       | Kevin Pauwels | Sven Nys      | Tom Meeusen      |
| 5. | Namur          | 18 grudnia 2011      | Sven Nys      | Niels Albert  | Klaas Vantornout |
| 6. | Heusden-Zolder | 26 grudnia 2011      | Kevin Pauwels | Zdeněk Štybar | Sven Nys         |
| 7. | Liévin         | 15 stycznia 2012     | Zdeněk Štybar | Kevin Pauwels | Radomír Šimůnek  |
| 8. | Hoogerheide    | 22 stycznia 2012     | Kevin Pauwels | Zdeněk Štybar | Klaas Vantornout |

### Kobiety
| Lp | Miejscowość    | Data                 | 1. miejsce           | 2. miejsce            | 3. miejsce        |
| -- | -------------- | -------------------- | -------------------- | --------------------- | ----------------- |
| 1. | Pilzno         | 16 października 2011 | Katie Compton        | Sanne van Paassen     | Kateřina Nash     |
| 2. | Tábor          | 23 października 2011 | Kateřina Nash        | Daphny van den Brand  | Sanne van Paassen |
| 3. | Koksijde       | 26 listopada 2011    | Daphny van den Brand | Marianne Vos          | Katie Compton     |
| 4. | Namur          | 18 grudnia 2011      | Marianne Vos         | Lucie Chainel-Lefèvre | Katie Compton     |
| 5. | Heusden-Zolder | 26 grudnia 2011      | Marianne Vos         | Daphny van den Brand  | Sanne van Paassen |
| 6. | Liévin         | 15 stycznia 2012     | Marianne Vos         | Daphny van den Brand  | Katie Compton     |
| 7. | Hoogerheide    | 22 stycznia 2012     | Marianne Vos         | Daphny van den Brand  | Kateřina Nash     |

## Klasyfikacja generalna
| Lp. | Zawodnik         | Punkty |
| --- | ---------------- | ------ |
| 1.  | Kevin Pauwels    | 590    |
| 2.  | Sven Nys         | 540    |
| 3.  | Zdeněk Štybar    | 525    |
| 4.  | Klaas Vantornout | 450    |
| 5.  | Tom Meeusen      | 373    |
| 6.  | Francis Mourey   | 363    |
| 7.  | Bart Aernouts    | 360    |
| 8.  | Steve Chainel    | 319    |
| 9.  | Radomír Šimůnek  | 306    |
| 10. | Niels Albert     | 300    |

| Lp. | Zawodniczka           | Punkty |
| --- | --------------------- | ------ |
| 1.  | Daphny van den Brand  | 326    |
| 2.  | Marianne Vos          | 290    |
| 3.  | Katie Compton         | 235    |
| 4.  | Lucie Chainel-Lefèvre | 231    |
| 5.  | Helen Wyman           | 208    |
| 6.  | Sanne Cant            | 203    |
| 7.  | Sanne van Paassen     | 180    |
| 8.  | Kateřina Nash         | 166    |
| 9.  | Pavla Havlíková       | 165    |
| 10. | Nikki Harris          | 144    |